# دوريس كينيون
دوريس كينيون (بالإنجليزية: Doris Kenyon)‏ هي مغنية وممثلة أمريكية، ولدت في 5 سبتمبر 1897 في الولايات المتحدة، وتوفيت في 1 سبتمبر 1979 ببيفرلي هيلز في الولايات المتحدة بسبب قصور القلب.

## وصلات خارجية
- دوريس كينيون على موقع IMDb (الإنجليزية)
- دوريس كينيون على موقع ألو سيني (الفرنسية)
- دوريس كينيون على موقع أول موفي (الإنجليزية)
- دوريس كينيون على موقع قاعدة بيانات برودواي على الإنترنت (الإنجليزية)
- دوريس كينيون على موقع قاعدة بيانات الأفلام السويدية (السويدية)
- دوريس كينيون على موقع إن إن دي بي (الإنجليزية)
- دوريس كينيون على موقع قاعدة بيانات الفيلم (الإنجليزية)
- دوريس كينيون على موقع كينوبويسك (الروسية)